# Bleke novemberspanner
De bleke novemberspanner (Epirrita christyi) is een nachtvlinder uit de familie Geometridae (spanners. De imago is moeilijk te onderscheiden van de herfstspanner en novemberspanner te onderscheiden. Veelal is onderzoek van de genitaliën nodig om tot uitsluitsel te komen. De voorvleugellengte bedraagt tussen de 14 en 19 millimeter. De soort komt verspreid over Europa voor. Hij overwintert als ei.

## Waardplanten
De bleke novemberspanner heeft allerlei loofbomen als waardplanten met name berken en de beuk.

## Voorkomen in Nederland en België
De bleke novemberspanner is in Nederland en België een zeer zeldzame soort, die verspreid over het hele gebied kan worden gezien. De vlinder kent één generatie die vliegt van oktober tot halverwege november.